# 格雷戈里·维尼亚尔
格雷戈里·维尼亚尔（Grégory Vignal，1981年7月19日—）是一名法國足球運動員，擔任左後衛。

## 生平
域奴是在其家鄉球隊蒙彼利埃出道。早於2000年他已被英超老牌球會利物浦以五十萬英鎊簽下。惟大部份時間域奴都是在後備隊度過，並曾被外借多次。其中2004-05年球季他被外借到蘇格蘭球會格拉斯哥流浪，成功協助格拉斯哥流浪者重獲蘇超冠軍。 
2005年與利物浦約滿後，域奴選擇轉投英超中下游球會樸茨茅夫，惟只打了一季並沒獲成功。2006年回到法國加盟朗斯，但也是在外借中度過。
2009年8月13日域奴在參加伯明翰城試訓後贏得一紙一年合約。由於里奇维尔移任左閘後表現出色，域奴整季只取得9次上陣機會，於2010年夏季約滿後遭放棄。

## 榮譽
利物浦
- 英格蘭足總盃：2001年
- 歐洲足協盃：2001年
- 歐洲超級盃：2001年

格拉斯哥流浪
- 蘇格蘭盃：2005年
- 蘇格蘭超級聯賽：2005年

## 外部連結
- 足球数据库：域奴的球员统计数据
- 利物浦官方網頁 域奴檔案
- LFCHistory.net 域奴檔案 （页面存档备份，存于）